# ダンジョン&ドラゴン2
『ダンジョン&ドラゴン2』（原題: Dungeons & Dragons: Wrath of the Dragon God）は、ジェリー・リヴリー監督による2005年10月8日よりアメリカ合衆国でDVDが発売されたファンタジー映画。タイトル上は『ダンジョン&ドラゴン』の続編とされているものの共通するのは一部の名称のみで、ストーリーに関連性は見られない。
日本では2006年10月21日に劇場公開された。2007年1月25日にジェネオン エンタテインメントよりDVDが発売されている。約25分の映像特典「ダンジョン&ドラゴン2」製作秘話〜ゲームから映画へ〜、RPGの父ゲイリー・ガイギャックスとの会話、劇場予告編集も収録されている。

## あらすじ
イシュミール王国宰相―ベレクはハース山で、かつて見た古代文明―チュランの遺跡にあった古文の通りに眠る巨大な黒竜（ブラック・ドラゴン）を発見する。そこで妻の魔術師―メローラの協力で書庫にあったチュランの書（リブラム）を解読し、判明したのは3000年前に起きた悪の竜神―ファラジュアの進出とその支配を防がんとしたチュランのメイジ達との戦いや“ファラジュアの宝珠（オーブ）”などを駆使したファラジュアの封印、100年前にアンデッドの呪いを受けたダモダーが遂に宝珠を手に入れてファラジュアの復活を目論んでいる――、という事実だった。国王より宝珠奪回の命を受けたベレクは、女戦士―ラックス・神官（クレリック）―ドリアン・女魔術師―オーマリン・悪党（ローグ）―ニムの精鋭達を勇者として選出。たった5人で急務を成功させるべくベレクが考えたのは、アレクの地下納骨堂にある“透視の水槽”で宝珠の在り処とダモダーの防御態勢を確認し、一気にオーマリンの瞬間移動（テレポート）でダモダ―から宝珠を強奪する事だった。納骨堂の場所を知る筈のカートルの小鬼（ゴブリン）の村へと急ぐベレク達一行だが、その前には悪名高い“心臓刈りの森”が広がっていた―――。
一方、宝珠の再封印法を探っていたメイジ評議会ではメローラの活躍でチュランの書の解読が進み、メローラが最初に幻視術（ビジョン・スペル）で視た封印の儀式の間を発見していた。しかしメローラはその幻視術が元でダモダーに呪われており、体が徐々にアンデッド化しつつあった。ファラジュアが復活する『最初の新月の夜』は、あと数日後に迫っている…。

## 登場人物
ベレク
イシュミール王国の宰相。サラゴッソからの嘆願で村人失踪の謎を解決しようとハース山へ赴いて、放浪時代にチュラン遺跡で目にした古文を思い出し、黒竜を発見する。元は近衛隊長も務めあげた名剣士だがデスクワーク続きで、冒頭では弟子―ヴァレリアスに剣術で一本取られた事で自らの衰えを突き付けられ、やや自信を失っている。考え込むよりも動くタイプ。
メローラ
ベレクの愛妻。生粋のメイジの魔術師ではあるが気取った所のない、ややがさつな金髪の美女。その若さや行動派な性分から思慮に欠けるとして、メイジ評議会のメンバー入りを認めて貰えず焦っている。が、高潔な理想や聡明さ・高い魔力の才を秘めており、チュランの書はほぼメローラが1人で解析している。最初の幻視術中にダモダーに髪を一房奪われた事で少しずつ体がアンデッド化に侵される呪いを受けるが、魔法を使う事がアンデッド化を加速させると知らされても、チュランの書解読のためとあらば危険も辞さずに尽くす。
ラックス
バーバリアンの女戦士。目鼻立ちのはっきりした美女だが大柄で腕が立ち、一度戦いに没頭してしまうとなかなか手の付けられない荒くれ者。兄―ヤットは更に気性が荒かったらしく、リンクロフトの宿で虐殺事件を起こした際、まだ近衛隊長だったベレクによって討たれている。
ドリアン
オバドハイ神の敬虔な神官（クレリック）。高い知性を持つ人格者で、心臓刈りの森で失態を演じたベレクを慰める。
オーマリン
エルフの魔術師。強力な魔法を操る術と身軽さを併せ持つ凛とした女性で、普段は森に籠もっているが腕試しの機会を待ち望んで日々己の研鑽に励んでいる。
ニム
悪党（ローグ）の小男。多くの遺跡や伝承からトラップ・アイテムまで幅広く精通し、いつもは金次第で遺跡案内などをしている。ヤットによるリンクロフトの宿での虐殺事件に行き合った経験から、ラックスを警戒して絡む。
ダモダー
師―プロフィオンによって100年前に裏切りの濡れ衣を着せられ、その罰としてアンデッドの呪いを受けて彷徨って来た男。今回“ファラジュアの宝珠”を手に入れた事で体が戻り、更にファラジュアを復活させてイシュミール王国への復讐として滅亡と征服を企む。
前作では悪の親玉であったプロフィオンの手足として主人公と度々対決していたが、今作では名称のみで設定は引き継がれていない。が、どちらでもブルース・ペインが本役を担当している。
ファラジュア
地獄を支配していたとされる竜神。3000年前のチュランに現れたが当時のメイジ達によってその力は黒い“ファラジュアの宝珠”に、体は黒竜としてハース山で眠りに就かされたが尚、4大元素を冠した四方の砦で封印される程に強力な邪神。現にファラジュアとの戦いの痛手が大きくて都市の立ち直しが出来ずにチュランは滅亡し、メローラが書を解読するまで多くの情報や技術は失われてしまう。本作冒頭ではダモダーによって宝珠の封印が解かれ、その体から漏れ出した毒ガスでサラゴッソの村人を殺してしまっていた。
オベロン卿
イシュミール王国のメイジ評議会トップ。老魔術師らしく慎重派な性分から、書の解読ではメローラに遅れを取る。だがメローラに厳格な態度で臨んではいるものの、内心ではその才知を高く評価している。
ヴァレリアス
イシュミール王国の現近衛隊長。ベレクの弟子の中では一番優秀な剣士であり、衆人の前ではベレクに剣術練習の勝ちを譲りつつもその衰えを指摘するなど、若くしてその地位に就くだけの思慮を見せる青年。しかし、前隊長であったベレクへの若干の対抗心も見受けられる。黒竜発見時は地方に派遣されていたが、ファラジュア復活が判明した事で呼び戻される。
アレク
悪魔―ジョウビレックスと契約していた男。求めるものを思い描くだけでその在り処を水面に映し出すという“透視の水槽”は、カートルの小鬼（ゴブリン）が崇めるジョウビレックスの作ったマジックアイテム。現在地下納骨堂に安置されているが、生きて手に入れた者はおろか納骨堂について知る者すら居ないと言われている。アレクはこの水槽で結婚前夜の処女を探し、瞬間移動（テレポート）で攫っては生贄として捧げていたが、100年前遂に捕まって処刑されたといわれている。但しニムによれば、水槽には初めからジョウビレックスが楽しみのために罠を仕掛けており、そうと知らずに使い続けたアレクはとうとう100年前にテレポート先がズレてレンガの壁に突っ込んだのが死因なのだという。

## キャスト
| 役名                 | 俳優                         | 日本語吹替                        |
| -------------------- | ---------------------------- | --------------------------------- |
| ベレク               | マーク・ダイモンド           | 東地宏樹                          |
| メローラ             | クレメンシー・バートン＝ヒル | 岡寛恵                            |
| ダモダー             | ブルース・ペイン             | 諸角憲一                          |
| ラックス             | エリー・チドジー             | 朴璐美                            |
| ドリアン             | スティーヴン・エルダー       |                                   |
| オーマリン           | ルーシー・ガスケル           | 魏涼子                            |
| ニム                 | ティム・スターン             |                                   |
| オベロン卿           | ロイ・マースデン             | 小川真司                          |
| 日本語版制作スタッフ |                              |                                   |
| 演出                 | 演出                         | 市来満                            |
| 翻訳                 | 翻訳                         | 小寺陽子（字幕） 峯間貴子（吹替） |

## スタッフ
- 監督 - ジェリー・リヴリー
- 製作 - スティーヴ・リチャーズ、スティーヴ・クラーク＝ホール、ヴォルフガング・エゼンヴァイン
- 製作総指揮 - コートニー・ソロモン、アラン・ゼマン、デヴィッド・コルダ
- 脚本 - ロバート・キメル、ブライアン・ラドニック
- 撮影 - イゴール・メグリック
- 編集 - ロドニー・ホランド
- 音楽 - デヴィッド・ジュリアン